# Леэстен (Йена)
Леэстен (нем. Lehesten) — община в Германии, в земле Тюрингия.
Входит в состав района Заале-Хольцланд. Подчиняется управлению Дорнбург-Камбург. Население составляет 725 человек (на 31 декабря 2010 года). Занимает площадь 12,10 км².
Коммуна подразделяется на 3 сельских округа.